# Dýrðin (musikalbum)
Dýrðin är det isländska indiepopbandet Dýrðins självbetitlade debutalbum, utgivet 3 oktober 2006 på skivbolaget Skipping Stones Records.

## Låtlista
1. "Popp & Co." – 2:16
2. "Brottnumin" – 1:47
3. "Hunangsdropar" – 2:14
4. "17. júní" – 2:39
5. "Prins á álögum" – 3:07
6. "Mr. Spock" – 2:43
7. "Snjófólk" – 2:37
8. "Wake up" – 1:39
9. "Bubble girl" – 2:51
10. "Hvert í hoppandi" – 2:35
11. "Meistari á skíðum" – 3:14